# Fédération de Birmanie de football
La Fédération de Birmanie de football (Myanmar Football Federation (en) MFF) est une association regroupant les clubs de football de Birmanie et organisant les compétitions nationales et les matchs internationaux de la sélection de Birmanie.
La fédération nationale de Birmanie est fondée en 1947. Elle est affiliée à la FIFA depuis 1957 et elle est membre de l'AFC depuis 1954.